# Cryptocephalus biondii
Cryptocephalus biondii es una especie de insecto coleóptero de la familia Chrysomelidae.
Fue descrita científicamente en 1998 por Sassi & Regalin.